# Any Day Now
Any Day Now is een Amerikaanse dramaserie. Hiervan werden oorspronkelijk van 8 augustus 1998 tot en met 10 maart 2002 vier seizoenen uitgezonden van 22 afleveringen per jaargang. De kostuumafdeling werd in 2000 genomineerd voor een Emmy Award.

## Uitgangspunt
De blanke Mary Elizabeth Sims (Annie Potts) raakte in het Alabama van de jaren 60 bevriend met de gekleurde Rene Jackson (Lorraine Toussaint). Toen Sims zwanger raakte, het kind besloot te houden en daarom met haar vriend trouwde, kwam het tot een breuk tussen de twee. Jackson stond totaal niet achter Sims keuze.
Dertig jaar later wonen Sims en haar echtgenoot nog in Alabama, waar ze ploeteren om rond te komen. Jackson is daarentegen een welvarend advocate geworden in Washington. Wanneer de vader van laatstgenoemde overlijdt, gaat ze terug naar haar geboorteplaats en pakken de twee vrouwen hun vriendschap weer op. Samen halen ze herinneringen op aan vroeger en vertellen ze elkaar wat er de afgelopen dertig jaar plaatsvond in hun levens.

## Rolverdeling
*Voornaamste rollen
- Annie Potts - Mary Elizabeth 'M.E.' Sims (88 afleveringen)
- Mae Middleton - Jongere versie Mary Elizabeth 'M.E.' O'Brien (66 afleveringen)
- Olivia Hack - Jongere versie Mary Elizabeth 'M.E.' O'Brien (22 afleveringen)
- Lorraine Toussaint - Rene Jackson (88 afleveringen)
- Shari Dyon Perry - Jongere versie Rene Jackson (66 afleveringen)
- Maya Elise Goodwin - Jongere versie Rene Jackson (22 afleveringen)
- Calvin DeVault - Davis Sims (23 afleveringen)
- Bronson Picket - Joe Lozano (22 afleveringen)
- Taneka Johnson - Lakeisha Reynolds (20 afleveringen)